# أكريلاميد
أكريلاميد (أو أميد الأكريليك acrylic amide) [اسمه طبقا لIUPAC2-بروبيناميد]. هو مركب كيميائي سام يمثَل بالصيغة التالية: C3H5NO. هو بلور صلب أبيض لا رائحة له. يذوب في الماء والإيثانول، والأثير الكلوروفورم. لا يتطابق مع الأحماض أو القلويات، أو معامل الأكسدة أو الحديد أو أملاح الحديد. ينحل بدون حرارة ليصبح أمونيا. أم التحليل الحراري فينتج أول أكسيد الكربون، ثاني أكسيد الكربون وأكسيد النيترات. كما أنه يتكون في بعض الأطعمة عند تعريضها لدرجات حرارة عالية.

## تصنيعه
ينتج الأكريلاميد صناعيا بتحليل الأكريلونتريل بالماء مع نتريل هيدراتاز.

## استعمالاته
من أهم استعمالاته هو تحليل البوليكريلاميد الذي يستعمل كمكثفات التي تذوب في الماء. وهي مفيدة في معالجة مياه المجاري، الكتروفوريسيس الهلاميات، صناعات الورق، تحوبل الخامات، وأنتاج الأصبغة